# 奥特地区库尔桑
奥特地区库尔桑（法語：Coursan-en-Othe，法語發音：[kuʁsɑ̃ ɑ̃.n‿ɔt]）是法国奥布省的一个市镇，属于特鲁瓦区。

## 地理
奥特地区库尔桑（48°4'18"N, 3°50'20"E）面积9.27 平方千米，位于法国大東部大區奥布省，该省份为法国中北部省份，北起马恩省，西接塞纳-马恩省，西南至约讷省，东南至科多尔省，东临上马恩省。
与奥特地区库尔桑接壤的市镇（或旧市镇、城区）包括：蒙费、拉西讷、舍曼新城、沃农、拉松、索尔默里。

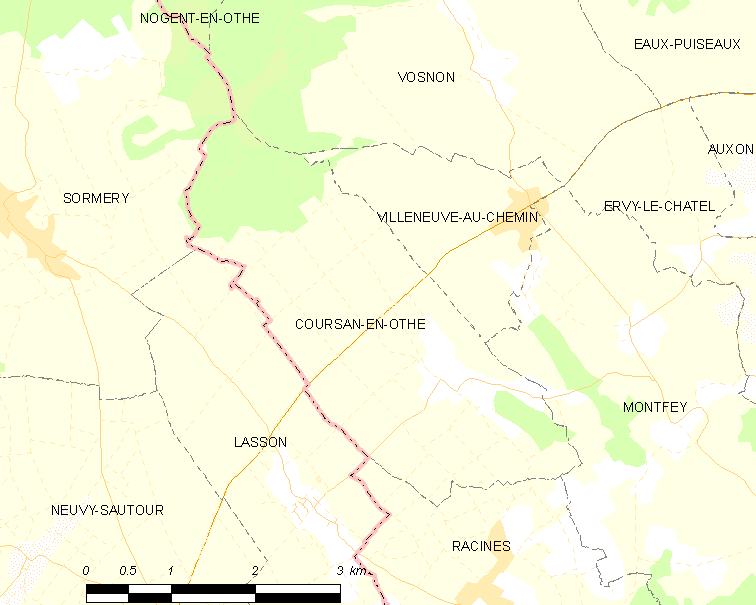
奥特地区库尔桑的OSM定位图

奥特地区库尔桑的时区为UTC+01:00、UTC+02:00（夏令时）。

## 行政
奥特地区库尔桑的邮政编码为10130，INSEE市镇编码为10107。

## 政治
奥特地区库尔桑所属的省级选区为艾克斯-维勒莫尔-帕利斯县。

## 人口

1962-2008年间奥特地区库尔桑人口变化图示

奥特地区库尔桑于2022年1月1日时的人口数量为103人。